# Zenkeria
Zenkeria é um género botânico pertencente à família Poaceae.